# Hannivka, Dolînska
Hannivka (în ucraineană Ганнівка) este un sat în comuna Kirove din raionul Dolînska, regiunea Kirovohrad, Ucraina.

## Demografie
Componența lingvistică a localității Hannivka
     Ucraineană (93,58%)
     Rusă (2,87%)
     Alte limbi (0,68%)
Conform recensământului din 2001, majoritatea populației localității Hannivka era vorbitoare de ucraineană (93,58%), existând în minoritate și vorbitori de rusă (2,87%) și armeană (2,87%).